# Rossana Di Lorenzo
Rossana Di Lorenzo (Roma, 4 marzo 1938 – Roma, 13 agosto 2022) è stata un'attrice italiana.

## Biografia
Era sorella dell'attore Maurizio Arena nonché zia degli attori Pino e Claudio Insegno.  
I suoi genitori, Amedeo ed Elvira, apparvero nel film diretto dal fratello Il principe fusto.
Famosa per aver interpretato la moglie del personaggio interpretato da Alberto Sordi sotto la sua regia sia nell'episodio La camera in Le coppie (1970) che nel film Il comune senso del pudore (1976), diede poi volto alla simpatica Erminia Marchetti in Vacanze di Natale (1983) di Carlo Vanzina.
È morta nella sua casa di Roma il 13 agosto 2022 a 84 anni.

## Filmografia
- Le coppie, regia di Alberto Sordi, episodio La camera (1970)
- Il presidente del Borgorosso Football Club, regia di Luigi Filippo D'Amico (1970)
- Senza famiglia, nullatenenti cercano affetto, regia di Vittorio Gassman (1972)
- Buona parte di Paolina, regia di Nello Rossati (1973)
- Per amare Ofelia, regia di Flavio Mogherini (1974)
- Permettete signora che ami vostra figlia?, regia di Gian Luigi Polidoro (1974)
- Flic Story, regia di Jacques Deray (1975)
- Africa Express, regia di Michele Lupo (1976)
- Il comune senso del pudore, regia di Alberto Sordi (1976)
- L'eredità Ferramonti, regia di Mauro Bolognini (1976)
- Taxi Girl, regia di Michele Massimo Tarantini (1977)
- Letti selvaggi, regia di Luigi Zampa, episodio La moglie giovane (1979)
- Ballando ballando, regia di Ettore Scola  (1983)
- Vacanze di Natale, regia di Carlo Vanzina (1983)
- Amarsi un po'..., regia di Carlo Vanzina (1984)
- Cuori nella tormenta, regia di Enrico Oldoini (1984)
- Montecarlo Gran Casinò, regia di Carlo Vanzina (1987)
- Quelli del casco, regia di Luciano Salce (1988)
- S.P.Q.R. - 2000 e ½ anni fa, regia di Carlo Vanzina (1994)
- L'assassino è quello con le scarpe gialle, regia di Filippo Ottoni (1995)